# Xu Jiayu
Dans ce nom chinois, le nom de famille, Xu, précède le nom personnel.
Xu Jiayu (né le 19 août 1995 à Wenzhou) est un nageur chinois, spécialiste du dos. Il détient tous les records de Chine sur les distances du dos : 50 m, 100 m et 200 m.
Lors des Jeux olympiques de 2016, les 2es auxquels il participe, il bat le record d'Asie pour remporter la médaille d'argent du 100 m dos derrière l'Américain Ryan Murphy.
Aux championnats du monde 2017, il remporte la médaille d'or du 100 dos.
Il remporte tous les titres du dos lors des Jeux asiatiques de 2018, en battant à chaque fois le Japonais Ryōsuke Irie.

## Palmarès

### Jeux olympiques
- Jeux olympiques d'été de 2016 à Rio de Janeiro ( Brésil) :
  -  Médaille d'argent du 100 m dos.

- Jeux olympiques d'été de 2020 à Tokyo ( Japon) :
  -  Médaille d'argent du 4 x 100 m quatre nages mixte.

- Jeux olympiques d'été de 2024 à Paris ( France) :
  -  Médaille d'argent du 100 m dos.
  -  Médaille d'or du 4 x 100 m quatre nages.
  -  Médaille d'argent du 4 x 100 m quatre nages mixte.

### Grand bassin
- Championnat du monde de 2017 à Budapest ( Hongrie) :
  -  Médaille d'or du 100 m dos.
  -  Médaille de bronze du 4 x 100 m quatre nages mixte.

- Championnat du monde de 2019 à Gwangju ( Corée du Sud) :
  -  Médaille d'or du 100 m dos.

- Championnat du monde de 2023 à Fukuoka ( Japon) :
  -  Médaille de bronze du 50 m dos.
  -  Médaille d'or du 4 x 100 m quatre nages mixte.
  -  Médaille d'argent du 4 x 100 m quatre nages.

- Championnat du monde de 2025 à Singapour :
  -  Médaille d'argent du 4 x 100 m quatre nages mixte.